# Хіплус
Хіплус (Hyplus) вважається однією з найкращих м'ясних порід кролів. Промислове кролівництво в Європі побудовано в основному на породах хіплус і панон, оскільки вони спеціально виведені для технологій інтенсивного вирощування на якісних гранульованих кормах.

## Біологічні характеристики
Порода характеризується наступними перевагами:
- добре переносить утримання на рейкових і сітчастих підлогах;
- швидко набирає вагу (до 55 г на добу);
- досягає забійної ваги (3,5-4 кг) за 3 місяці;
- вихід м'яса — до 60 %;
- практично не схильні до ожиріння;
- висока скоростиглість (особини статевозрілі вже в 4 місяці);
- самки адаптовані до штучного осіменіння;
- в посліді в середньому 9-10 кроленят (нерідко до 16), причому кролиця, маючи 10 повноцінних сосків, легко вигодовує всіх малюків;
- багатоплідність — 8-9 виводків протягом року.

На невеликих фермах і подвір'ях вирощувати Хіплус нерентабельно через дорожнечу якісних гранульованих кормів, а на їжі більш низької якості ця порода кроликів не розкриває генетично закладений потенціал продуктивності. Однак досвідчені кролівники вміло обходять це обмеження, готуючи поживну і збалансовану зернову «мішанку».
Молоді кролі пристосовані до утримання в клітках і стійкі до харчових розладів. Промислове кролівництво з використанням породи Хіплус рентабельно завдяки швидкому досягненню забійної ваги, високому виходу м'яса і його відмінним смаковим якостям.